# Manolo Cardona
Manolo Cardona, il cui nome completo è Manuel Juliàn Cardona Monalo (Popayán, 25 aprile 1977), è un attore e regista colombiano.

## Biografia
Come attore ha impersonato Sam Cortez in Beverly Hills Chihuahua del 2008, doppiato in italiano da Luca Argentero. Nel 2008 ha recitato nella serie TV colombiana El cartel, basata sull'omonimo romanzo di Andres López López, ex narcotrafficante. Della stessa serie è stato anche il narratore.
Nel 2009 ha recitato sotto la direzione di Javier Fuentes-León in Contracorriente. Il film, che in Italia è disponibile solo in DVD, racconta la storia di un pittore (interpretato da Cardona) che si innamora di un pescatore, in un paese costiero del Messico. Quest'ultimo è sposato e sua moglie aspetta un figlio, ma anche lui ama il pittore. Non ha, però, il coraggio di vivere apertamente la sua storia con lui e solo quando il pittore muore si sentirà costretto a guardare in faccia la realtà.

## Filmografia parziale

### Cinema
- Beverly Hills Chihuahua, regia di Raja Gosnell (2008)
- Contracorriente - Controcorrente (Contracorriente), regia di Javier Fuentes-León (2009)
- Macho, regia di Antonio Serrano (2016)
- The Foreigner, regia di Martin Campbell (2017)
- Il quaderno di Sara, regia di Norberto Lopez Amado (2018)
- Uno dovrà morire (Uno para morir), regia di Manolo Cardona (2023)

### Televisione
- El cartel – serie TV (2008)
- Covert Affairs  – serie TV (2013)
- Narcos – serie TV (2015-2016)
- La Hermandad – serie TV (2016-2017)
- Che fine ha fatto Sara?  – serie TV (2021-2022)

## Doppiatori italiani
- Luca Argentero in Beverly Hills Chihuahua
- Emiliano Coltorti in Narcos